# Geschichte der Architektur in den Vereinigten Staaten

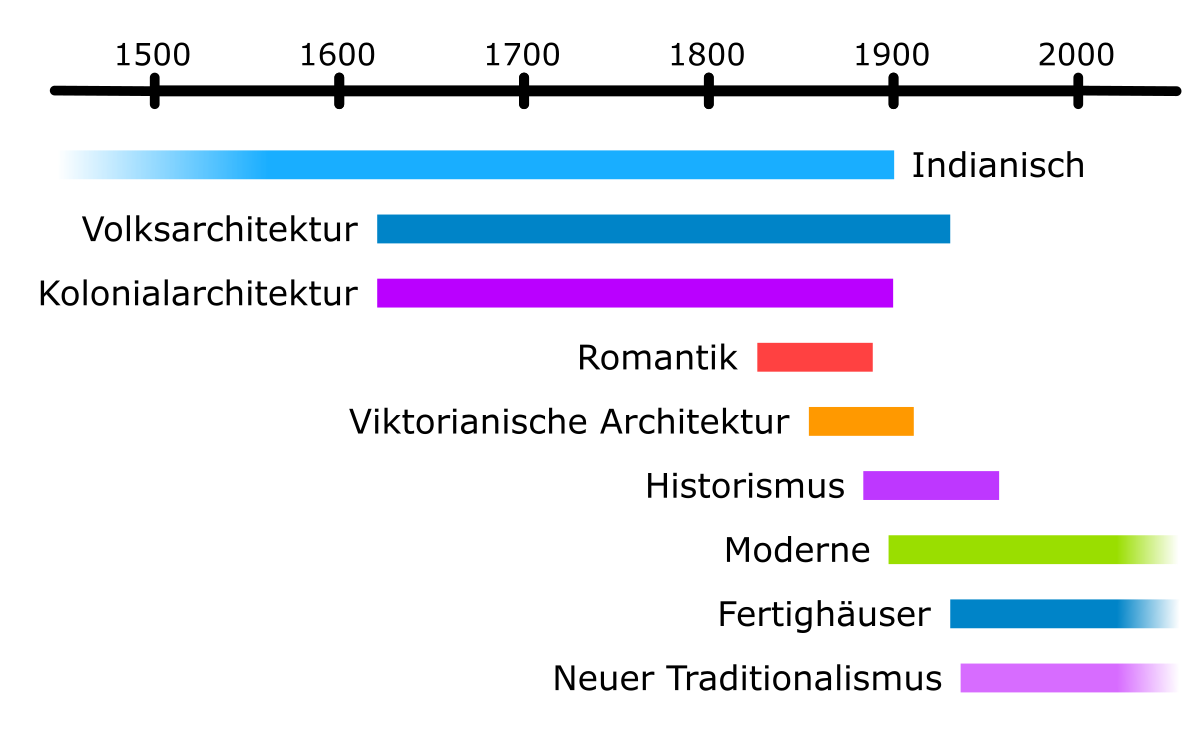
Hauptströmungen der amerikanischen Wohnarchitektur

Die Geschichte der Architektur in den Vereinigten Staaten umfasst die technische, funktionale und ästhetische Entwicklung der Architektur auf dem Gebiete der heutigen Vereinigten Staaten von der indianischen Baukultur über die Kolonialzeit und die Gründung der Vereinigten Staaten bis in die Gegenwart.
Die Gliederung in diesem Artikel folgt weitgehend der von Virginia Savage McAlester (2013) vorgeschlagenen Systematik.

## Periodenübersicht der amerikanischen Wohnarchitektur

### Indianische Architektur (bis ca. 1900)
| Stil                                   | Zeit                        | Unterteilung | Verbreitung | Kennzeichen | Bild | Beispiele |
| -------------------------------------- | --------------------------- | --- | --- | --- | --- | --- |
| Indianische Architektur                | bis ca. 1900                | | | | | |
| Runder Grundriss, mit Holzrahmen       |                             | Bei nomadischen und halbnomadischen Jägervölkern; mit Steinwerkzeug gefertigt (ohne Metalläxte und Sägen); nur kleine Formen; tragender Rahmen aus leichten Holzleisten oder Ästen, mit Lederriemen verbunden; Bedeckung mit gegerbten Tierhäuten, Baumrinde, Reet oder Flechtmatten | Bei nomadischen und halbnomadischen Jägervölkern; mit Steinwerkzeug gefertigt (ohne Metalläxte und Sägen); nur kleine Formen; tragender Rahmen aus leichten Holzleisten oder Ästen, mit Lederriemen verbunden; Bedeckung mit gegerbten Tierhäuten, Baumrinde, Reet oder Flechtmatten | Bei nomadischen und halbnomadischen Jägervölkern; mit Steinwerkzeug gefertigt (ohne Metalläxte und Sägen); nur kleine Formen; tragender Rahmen aus leichten Holzleisten oder Ästen, mit Lederriemen verbunden; Bedeckung mit gegerbten Tierhäuten, Baumrinde, Reet oder Flechtmatten | Bei nomadischen und halbnomadischen Jägervölkern; mit Steinwerkzeug gefertigt (ohne Metalläxte und Sägen); nur kleine Formen; tragender Rahmen aus leichten Holzleisten oder Ästen, mit Lederriemen verbunden; Bedeckung mit gegerbten Tierhäuten, Baumrinde, Reet oder Flechtmatten | Bei nomadischen und halbnomadischen Jägervölkern; mit Steinwerkzeug gefertigt (ohne Metalläxte und Sägen); nur kleine Formen; tragender Rahmen aus leichten Holzleisten oder Ästen, mit Lederriemen verbunden; Bedeckung mit gegerbten Tierhäuten, Baumrinde, Reet oder Flechtmatten |
| Runder Grundriss, mit Holzrahmen       | Tipi                        | Großes Becken | Kegelförmig; verschiedene Typen, von denen der elaborierteste transportabel und mit zusammengenähter Büffelhaut bedeckt ist und an der Spitze zwei Lüftungsklappen für kontrollierten Rauchabzug hat                                                                                 | | - | |
| Runder Grundriss, mit Holzrahmen       | Wigwam und Wickiup          | Mittlerer Westen | Kuppelförmig; Deckmaterial je nach Verfügbarkeit | | - | |
| Rechteckiger Grundriss, mit Holzrahmen |                             | Bei sesshaften, meist agrarischen Völkern; größere Bauten, in denen mehrere verwandte Familien zusammenleben | Bei sesshaften, meist agrarischen Völkern; größere Bauten, in denen mehrere verwandte Familien zusammenleben | Bei sesshaften, meist agrarischen Völkern; größere Bauten, in denen mehrere verwandte Familien zusammenleben | Bei sesshaften, meist agrarischen Völkern; größere Bauten, in denen mehrere verwandte Familien zusammenleben | Bei sesshaften, meist agrarischen Völkern; größere Bauten, in denen mehrere verwandte Familien zusammenleben |
| Rechteckiger Grundriss, mit Holzrahmen | Langhaus mit gewölbtem Dach | Nordosten | Leichte Holzrahmen; gewölbte Dächer, meist mit Baumrinde (seltener mit gewebten Matten, Reet oder Tierhäuten) gedeckt | | - | |
| Rechteckiger Grundriss, mit Holzrahmen | Langhaus mit Satteldach     | Südosten | Satteldächer (seltener: Walmdächer), mit Reet gedeckt; Außenwände mit gewebten Matten oder Tierhäuten verkleidet oder Fachwerk (mit Korbwerk und Lehm) oder (in warmen Regionen) offen                                                                                               | | | |
| Rechteckiger Grundriss, mit Holzrahmen | Plank House                 | Pazifischer Nordwesten | Schwere Holzrahmen mit sorgfältig geschreinerten Verbindungen; Satteldächer (regional Pultdächer), Dächer und Außenwände mit Brettern verkleidet; einige Beispiele mit dekorativem und zeremoniellem Schnitzwerk                                                                     | | - | |
| Mit Holzrahmen und Erdwänden           |                             | Große Bandbreite von einfachen Wohnhöhlen bis hin zu elaborierten mehrgeschossigen Pueblos; schwere Holzrahmen, die von leichteren Holzelementen ergänzt werden; oft über einem ausgegrabenen Loch errichtet; Rauchabzug im Dach dient auch als Lichteinlass                         | Große Bandbreite von einfachen Wohnhöhlen bis hin zu elaborierten mehrgeschossigen Pueblos; schwere Holzrahmen, die von leichteren Holzelementen ergänzt werden; oft über einem ausgegrabenen Loch errichtet; Rauchabzug im Dach dient auch als Lichteinlass                         | Große Bandbreite von einfachen Wohnhöhlen bis hin zu elaborierten mehrgeschossigen Pueblos; schwere Holzrahmen, die von leichteren Holzelementen ergänzt werden; oft über einem ausgegrabenen Loch errichtet; Rauchabzug im Dach dient auch als Lichteinlass                         | Große Bandbreite von einfachen Wohnhöhlen bis hin zu elaborierten mehrgeschossigen Pueblos; schwere Holzrahmen, die von leichteren Holzelementen ergänzt werden; oft über einem ausgegrabenen Loch errichtet; Rauchabzug im Dach dient auch als Lichteinlass                         | Große Bandbreite von einfachen Wohnhöhlen bis hin zu elaborierten mehrgeschossigen Pueblos; schwere Holzrahmen, die von leichteren Holzelementen ergänzt werden; oft über einem ausgegrabenen Loch errichtet; Rauchabzug im Dach dient auch als Lichteinlass                         |
| Mit Holzrahmen und Erdwänden           | Erdhaus                     | Nordwesten | Holzrahmen mit Stöcken, Stroh oder Grassoden bedeckt | | | |
| Mit Holzrahmen und Erdwänden           | Pueblo                      | Südwesten | Holzrahmen mit luftgetrocknetem Lehm bedeckt; Einstieg oft über das Dach | | - | |

### Volksarchitektur der europäischen Siedler (1620 bis ca. 1920)
Die in diesem Abschnitt beschriebene Volksarchitektur (Vernicular Houses) war vorherrschend in abgeschnittenen Regionen ohne Zugang zu standardisierten Baumaterialien, die eine Gestaltung nach dem Zeitgeschmack ermöglicht hätten.
| Stil                                                                                | Zeit | Unterteilung | Verbreitung | Kennzeichen | Bild | Beispiele |
| ----------------------------------------------------------------------------------- | --- | --- | --- | --- | --- | --- |
| Volksarchitektur der europäischen Siedler                                           | | | | | | |
| Blockbau (Technik durch deutschsprachige und skandinavische Einwanderer importiert) | 1620 – 2. Hälfte des 19. Jh.s, örtlich bis 1920 (bis zum Bau der Eisenbahnen waren in verschiedenen Landesteilen jeweils verschiedene Bauweisen verbreitet) | | In den mittleren der Dreizehn Kolonien (Middle Colonies) | Unverkleidete Wände aus grob behauenen Baumstämmen mit Kammverbindung | | - C. A. Nothnagle Log House (Gibbstown, New Jersey, 1643) - |
| Mauerwerksbau                                                                       | 1620 – 2. Hälfte des 19. Jh.s, örtlich bis 1920 (bis zum Bau der Eisenbahnen waren in verschiedenen Landesteilen jeweils verschiedene Bauweisen verbreitet) | Grassodenhäuser (Technik entweder von regionalen Indianern abgeschaut oder aus baumlosen Regionen Großbritanniens importiert)                                                               | Kansas, Nebraska, North und South Dakota (baumlose Prärielandschaft) | Mauerwerk aus Grassoden; Dächer ebenfalls aus Grassoden, aber von Stöcken oder Brettern unterstützt; große Bandbreite von einfachen Wohnhöhlen bis hin zu zweigeschossigen Villen           | | - |
| Mauerwerksbau                                                                       | 1620 – 2. Hälfte des 19. Jh.s, örtlich bis 1920 (bis zum Bau der Eisenbahnen waren in verschiedenen Landesteilen jeweils verschiedene Bauweisen verbreitet) | Steinhäuser | Great Plains (baumlose Prärielandschaft) | Mauerwerk aus grob zugehauenem Stein | | |
| Mauerwerksbau                                                                       | 1620 – 2. Hälfte des 19. Jh.s, örtlich bis 1920 (bis zum Bau der Eisenbahnen waren in verschiedenen Landesteilen jeweils verschiedene Bauweisen verbreitet) | Lehmziegelhäuser (Adobe) | Hispanischer Südwesten | Siehe: Spanischer Kolonialstil | | |
| Holzrahmenbau                                                                       | 1620 – 2. Hälfte des 19. Jh.s, örtlich bis 1920 (bis zum Bau der Eisenbahnen waren in verschiedenen Landesteilen jeweils verschiedene Bauweisen verbreitet) | Schmucklose Holzrahmenbauten (Post-and-Girt-Konstruktion) mit Holzverkleidung; bis ins 18. Jh. zentraler Schornstein, danach zentraler Hausflur und 2 Schornsteine jeweils an den Hausenden | Schmucklose Holzrahmenbauten (Post-and-Girt-Konstruktion) mit Holzverkleidung; bis ins 18. Jh. zentraler Schornstein, danach zentraler Hausflur und 2 Schornsteine jeweils an den Hausenden                                      | Schmucklose Holzrahmenbauten (Post-and-Girt-Konstruktion) mit Holzverkleidung; bis ins 18. Jh. zentraler Schornstein, danach zentraler Hausflur und 2 Schornsteine jeweils an den Hausenden | Schmucklose Holzrahmenbauten (Post-and-Girt-Konstruktion) mit Holzverkleidung; bis ins 18. Jh. zentraler Schornstein, danach zentraler Hausflur und 2 Schornsteine jeweils an den Hausenden | Schmucklose Holzrahmenbauten (Post-and-Girt-Konstruktion) mit Holzverkleidung; bis ins 18. Jh. zentraler Schornstein, danach zentraler Hausflur und 2 Schornsteine jeweils an den Hausenden |
| Neuengland-Tradition                                                                | 1620 – 2. Hälfte des 19. Jh.s, örtlich bis 1920 (bis zum Bau der Eisenbahnen waren in verschiedenen Landesteilen jeweils verschiedene Bauweisen verbreitet) | Norden der Dreizehn Kolonien (lange und kalte Winter, mehr Wohnraumbedarf) | Außenwände mit Brettern oder Schindeln verkleidet; mehrere Räume tief (massed plan) und meist zweigeschossig | | | |
| Tidewater-South-Tradition                                                           | 1620 – 2. Hälfte des 19. Jh.s, örtlich bis 1920 (bis zum Bau der Eisenbahnen waren in verschiedenen Landesteilen jeweils verschiedene Bauweisen verbreitet) | Süden der Dreizehn Kolonien (kurze und milde Winter, weniger Wohnraumbedarf) | nur 1 Raum tief (linear plan) oder Hall-and-Parlor; oft Ziegelmauern; vom späten 18. Jahrhundert an meist mit einer breiten Porch                                                                                                | | nur wenige erhaltene Beispiele | |
| ca. 1850 – ca. 1930                                                                 | National Folk House | landesweit Nach dem Bau der Eisenbahn setzte sich bis in den Westen die Holzrahmenbauweise durch.                                                                                           | Leichtes Balloon Framing, unterschiedliche Formen | | | |
| ca. 1870–1910                                                                       | Folk Victorian | landesweit | Häuser vom Typus des National Folk House, aber mit charakteristischen Sonderelementen: Veranda (porch) mit aufwendigem Drechsel- (spindlework) oder Schnitzwerk; Dachtraufen werden von dekorativen Konsolen (brackets) gestützt | | - | |

Beim Holzrahmenbau waren unterschiedliche Formen verbreitet:

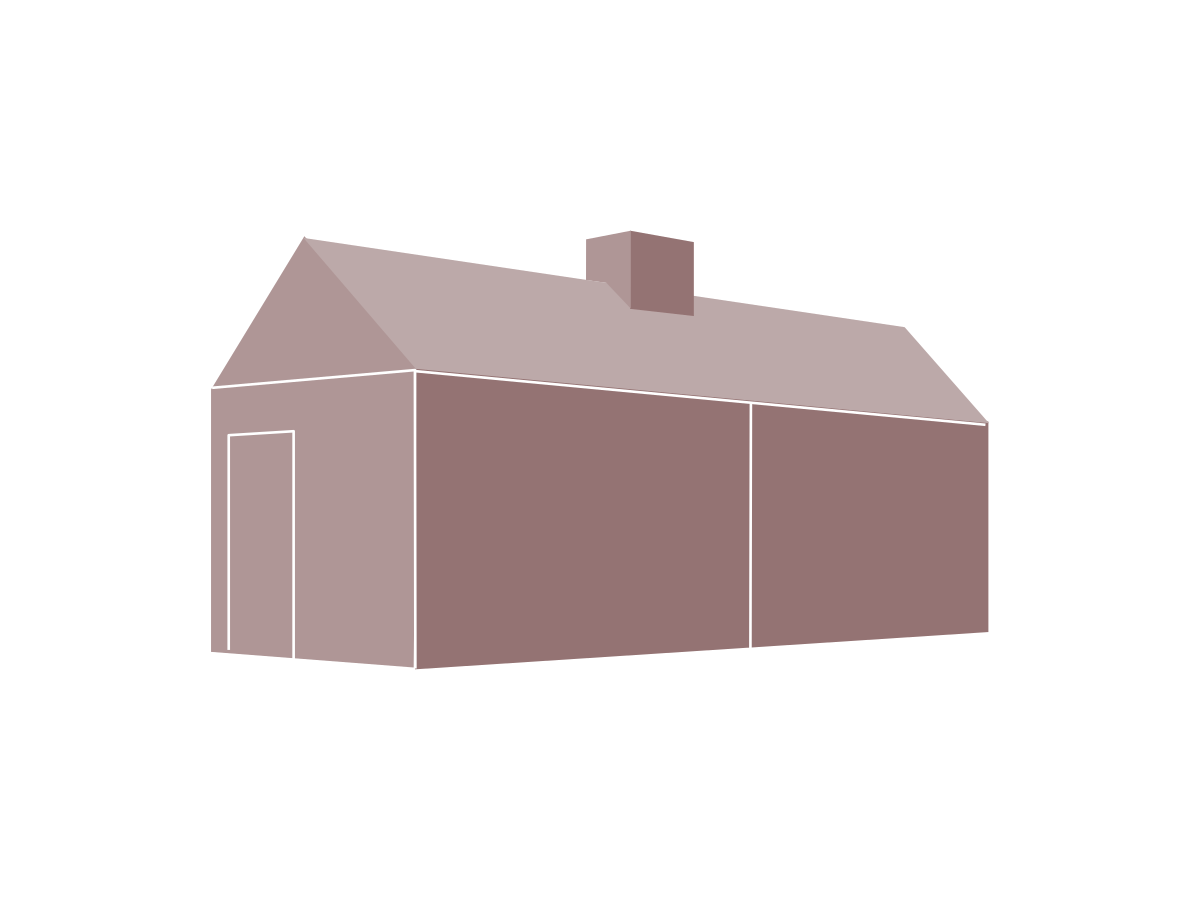
„Shotgun“ House
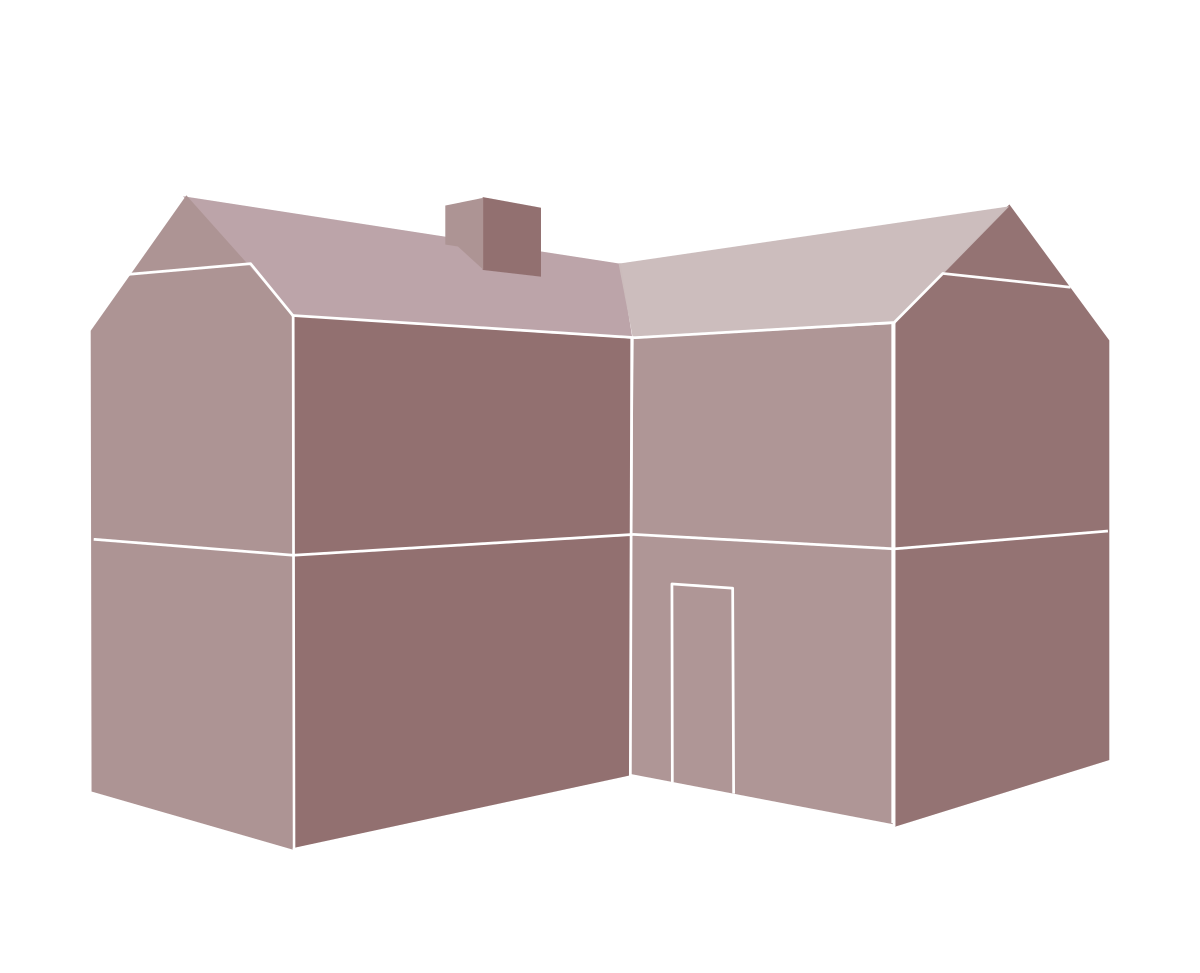
Gable Front and Wing
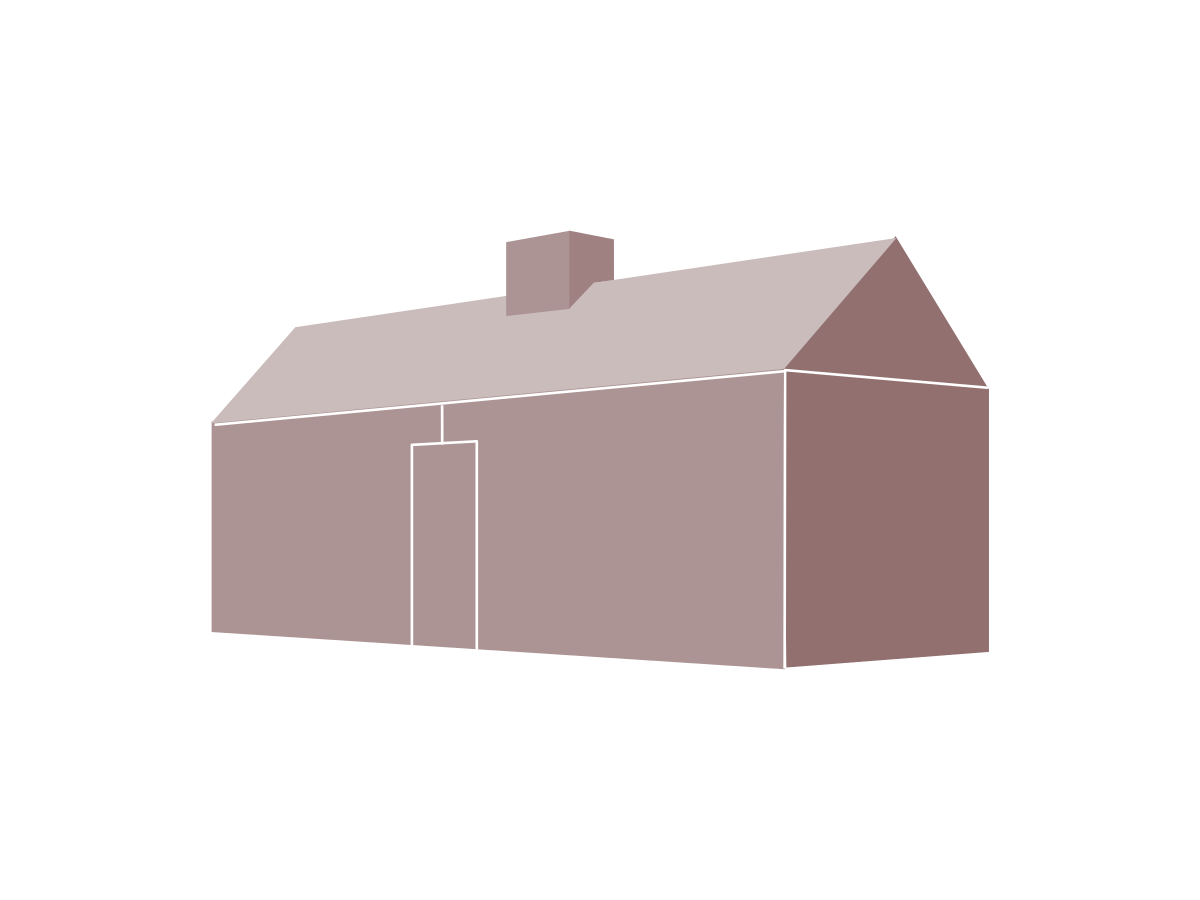
Hall and Parlor
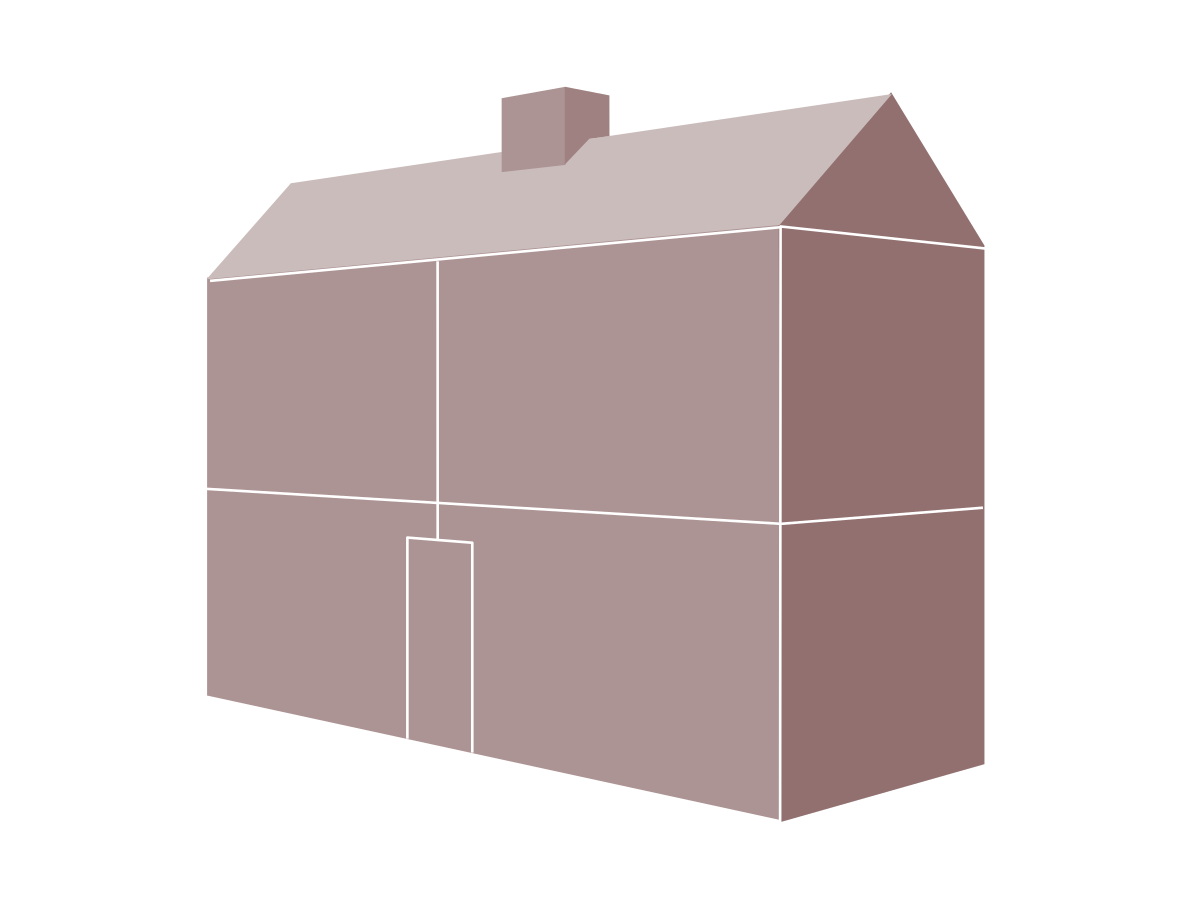
I-House
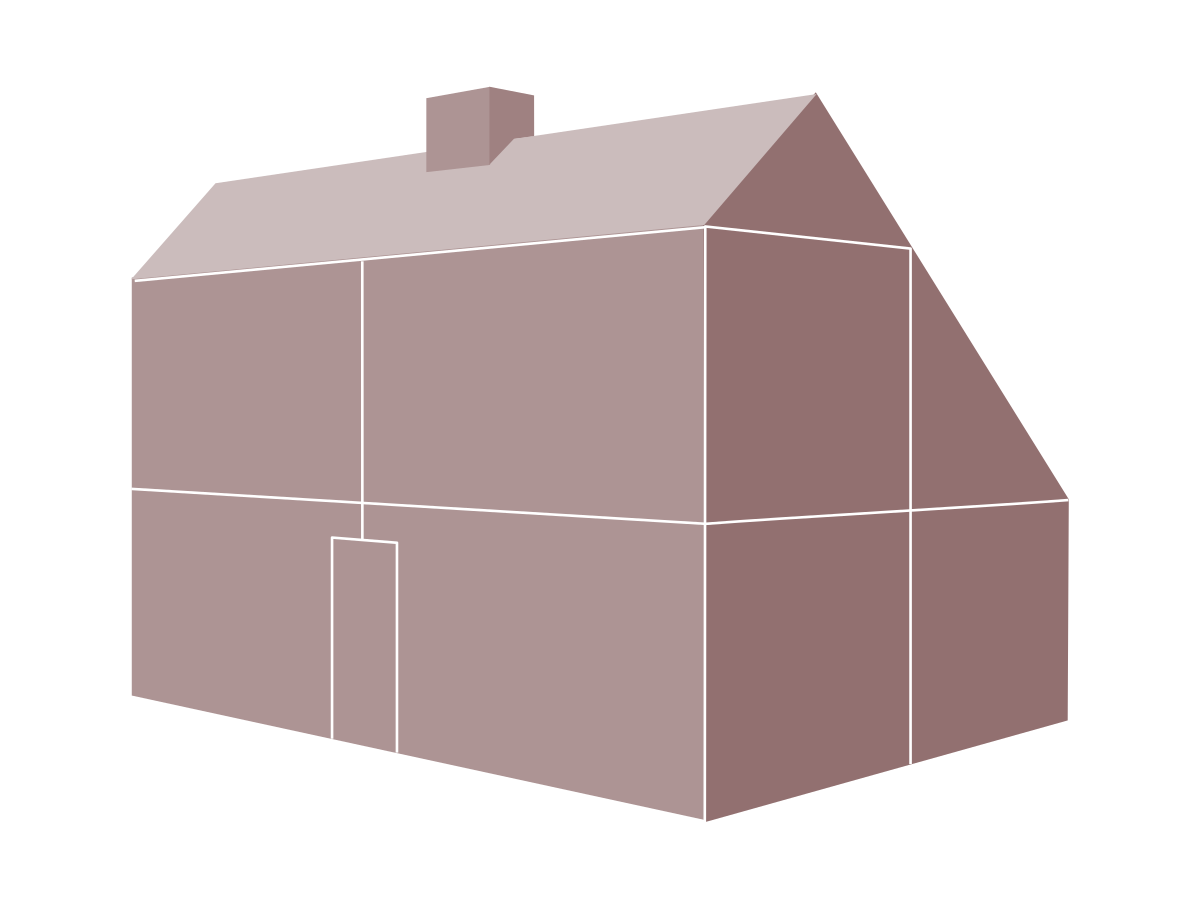
Saltbox
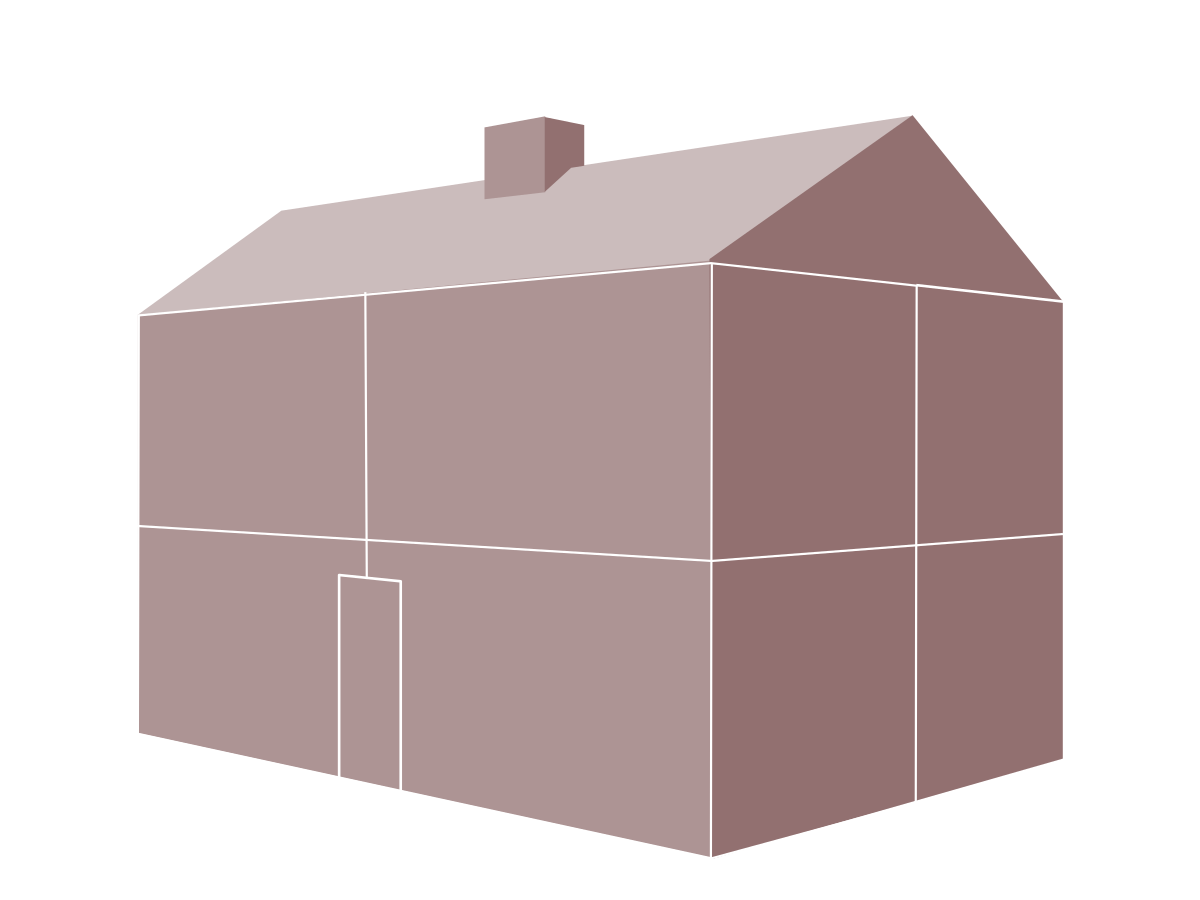
Preclassical Box
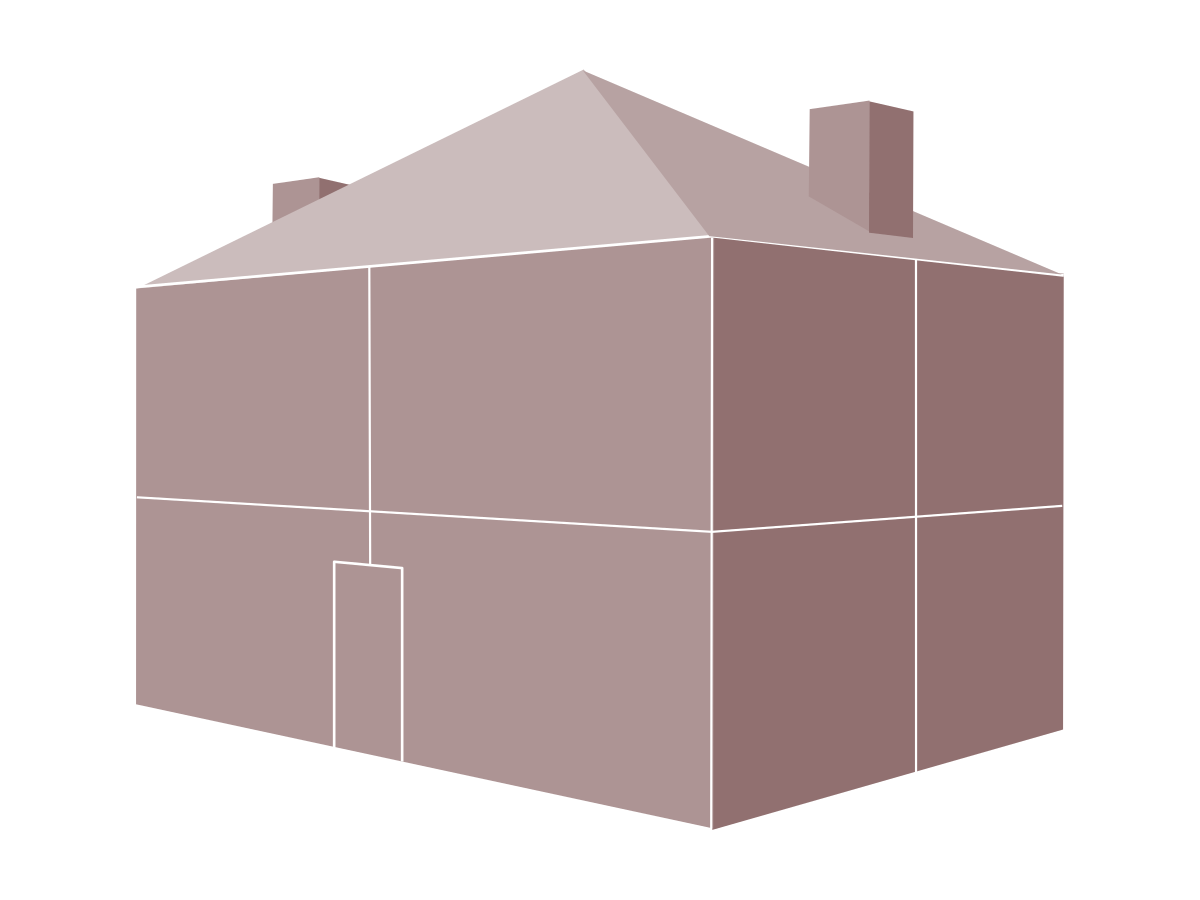
Pyramidendach (1- oder 2-geschossig)

### Kolonialstil (1620–1900)

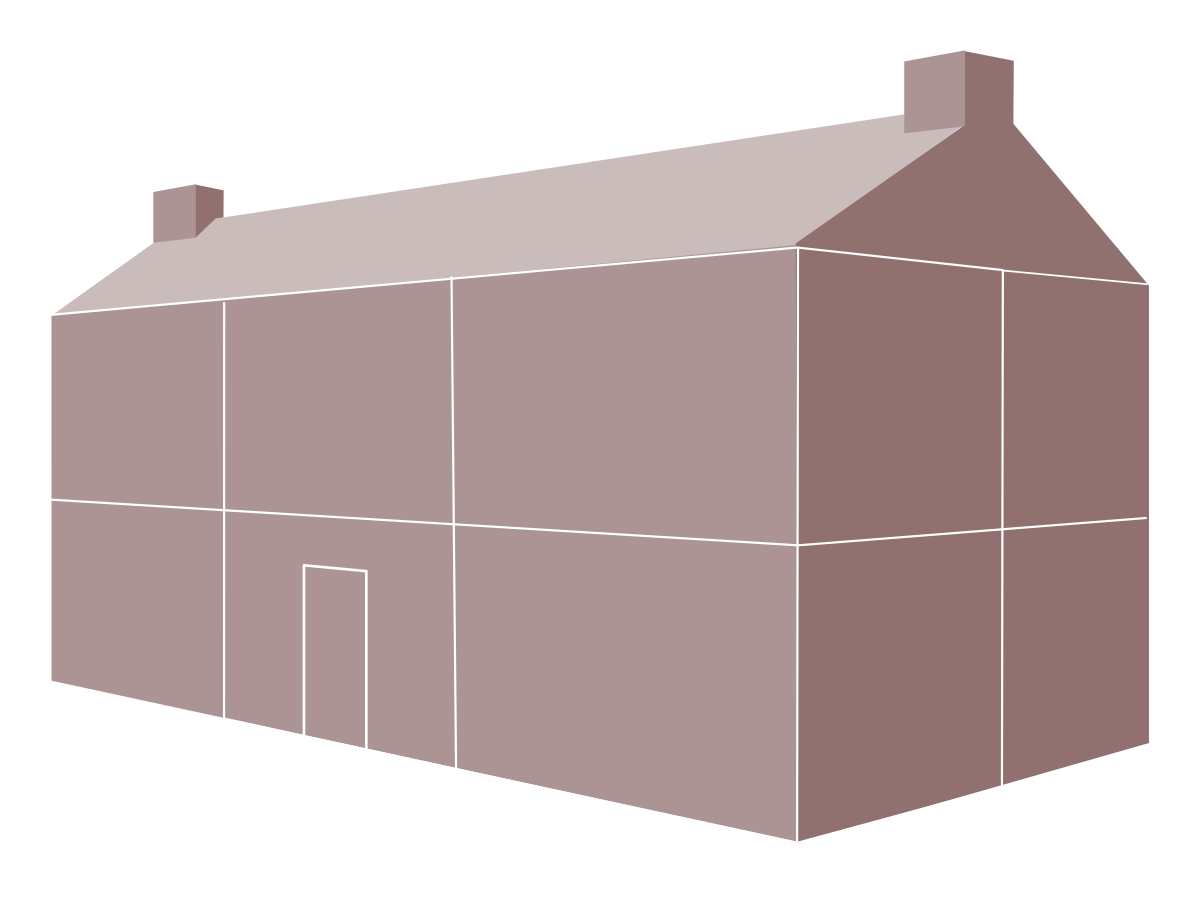
Als Form setzte sich bei den Wohnhäusern der Wohlhabenden die Classical Box durch. Sie erschien zuerst im Norden der 13 Kolonien und erreichte von dort nach und nach alle Teile des Landes.

Die nachfolgende aufgeführten architektonischen Richtungen unterscheiden sich von der Volksarchitektur insofern, als sie echte Baustile mit Merkmalen sind, die über reine Funktionalität erkennbar hinausgehen. Im Gegensatz zur Volksarchitektur zeigen sie einen mehr oder weniger großen Wohlstand an. Die an englischen, holländischen und französischen Vorbildern orientierten Baustile setzten einschlägige Baumaterialien voraus, die nur in gut erschlossenen Landesteilen zur Verfügung standen.
| Stil                                              | Zeit                             | Unterteilung | Sonderformen | Verbreitung | Kennzeichen | Bild | Beispiele |
| ------------------------------------------------- | -------------------------------- | --- | --- | --- | --- | --- | --- |
| Kolonialarchitektur in Nordamerika (Kolonialstil) |                                  | | | | Rückgriff auf Bauweisen des jeweiligen Herkunftslandes | | |
| Spanischer Kolonialstil                           | 1600–1850                        | | | Neuspanien | Meist eingeschossige Bauten; Dächer mit geringer Schräge oder Flachdächer mit Brüstung; mehrere Haustüren; wenige kleine Fenster; verputzte, dicke Wände aus Adobeziegeln oder Bruchstein | | - Casa de la Guerra (Santa Barbara, Kalifornien, 1819) - |
| Englische Vorbilder                               | 1620–1700 (örtlich bis ca. 1740) | Nachmittelalterlich englisch Kopien bescheidener englischer Häuser, Übergang von mittelalterlichen zu Renaissancemerkmalen                                                                                           | Schindelgedeckte Satteldächer mit großer Schräge und Seitengiebel; wenig oder kein Dachüberstand und keine Gesimsverzierung; wuchtige Schornsteine; oft nur 1 Raum tief; Brettertür (vertikale Bretter); kleine Flügelfenster, aus vielen kleinen Scheiben zusammengesetzt | Schindelgedeckte Satteldächer mit großer Schräge und Seitengiebel; wenig oder kein Dachüberstand und keine Gesimsverzierung; wuchtige Schornsteine; oft nur 1 Raum tief; Brettertür (vertikale Bretter); kleine Flügelfenster, aus vielen kleinen Scheiben zusammengesetzt | Schindelgedeckte Satteldächer mit großer Schräge und Seitengiebel; wenig oder kein Dachüberstand und keine Gesimsverzierung; wuchtige Schornsteine; oft nur 1 Raum tief; Brettertür (vertikale Bretter); kleine Flügelfenster, aus vielen kleinen Scheiben zusammengesetzt | Schindelgedeckte Satteldächer mit großer Schräge und Seitengiebel; wenig oder kein Dachüberstand und keine Gesimsverzierung; wuchtige Schornsteine; oft nur 1 Raum tief; Brettertür (vertikale Bretter); kleine Flügelfenster, aus vielen kleinen Scheiben zusammengesetzt | Schindelgedeckte Satteldächer mit großer Schräge und Seitengiebel; wenig oder kein Dachüberstand und keine Gesimsverzierung; wuchtige Schornsteine; oft nur 1 Raum tief; Brettertür (vertikale Bretter); kleine Flügelfenster, aus vielen kleinen Scheiben zusammengesetzt |
| Englische Vorbilder                               | 1620–1700 (örtlich bis ca. 1740) | Nachmittelalterlich englisch Kopien bescheidener englischer Häuser, Übergang von mittelalterlichen zu Renaissancemerkmalen                                                                                           | Northern Tradition | Norden der Dreizehn Kolonien | Holz, zweigeschossig, zentraler Schornstein | | - Newman-Fiske-Dodge House (Wenham, Massachusetts, 1658) |
| Englische Vorbilder                               | 1620–1700 (örtlich bis ca. 1740) | Nachmittelalterlich englisch Kopien bescheidener englischer Häuser, Übergang von mittelalterlichen zu Renaissancemerkmalen                                                                                           | Southern Tradition | Süden der Dreizehn Kolonien | Ziegel, eingeschossig, Schornsteine auf beiden Giebelseiten | | |
| Englische Vorbilder                               | 1700–1780 (örtlich bis ca. 1830) | Georgianischer Stil beeinflusst von englischen Architekten wie Inigo Jones, Christopher Wren, Colen Campbell und William Kent, die wiederum die Architektur der Renaissance bzw. des Palladianismus rezipiert hatten | | Dreizehn Kolonien | Kassettentür, bekrönt von einem aus rechteckigen Scheiben zusammengesetzten Kämpferfenster, Türsturz wird von angedeuteten Säulen getragen; symmetrische Fassade mit 5 (seltener: 3 oder 7) gleichmäßig aufgereihten Fenstern; Fenster mit 9 oder 12 Scheiben pro Flügel; Zahnschnittfries an der Dachtraufe | | |
| Englische Vorbilder                               | 1750–1780                        | Georgianischer Stil beeinflusst von englischen Architekten wie Inigo Jones, Christopher Wren, Colen Campbell und William Kent, die wiederum die Architektur der Renaissance bzw. des Palladianismus rezipiert hatten | Georgianisch mit Zentralgiebel | Dreizehn Kolonien | Zusätzlich: hervortretende Mittelfassade, mit einem Dreiecksgiebel gekrönt; zweigeschossige Pilaster an den Fassadenrändern; Dachbalustrade | | - Longfellow House (Cambridge, Massachusetts, 1759) |
| Englische Vorbilder                               | 1770–1830 (örtlich bis ca. 1850) | Früher Klassizismus (Early Classical Revival) Wiederentdeckung der Architektur der Römischen Republik, durch Thomas Jefferson gefördert                                                                              | | relativ selten, hauptsächlich im Süden, v. a. Virginia | Aufwendig präsentierte Haustür (Kassettentür), oft mit halbrundem oder elliptischem Kämpferfenster (Fanlight); Hauseingang oft zu einer Portikus erweitert, dessen Dreiecksgiebel (Pediment) sich auf Dachhöhe befindet und von 4 oder mehr Säulen (dorisch oder toskanisch) getragen wird, die auf niedrigen Postamenten stehen; symmetrische Fassade mit 5 (seltener: 3 oder 7) gleichmäßig aufgereihten Fenstern                                                              | | - Tabby Manse (Beaufort, South Carolina, um 1788) - William Jay - Benjamin Latrobe - Robert Mills - William Thornton |
| Englische Vorbilder                               | 1780–1820, örtlich bis ca. 1840  | Federal Style Fortentwicklung und Verfeinerung des georgianischen Stils, in England von John und Robert Adam geprägt („Adam Style“)                                                                                  | | landesweit | 2- oder 3-geschossige Häuser; aufwendig präsentierte Haustür (Kassettentür), oft mit halbrundem oder elliptischem Kämpferfenster, oft von Seitenfenstern (Side Lights) flankiert, oft zu einem Portikus erweitert; symmetrische Fassade mit 5 (seltener: 3 oder 7) gleichmäßig aufgereihten Fenstern; Fenster meist mit 6 Scheiben pro Flügel; Dachtraufe mit Zahnschnittfries oder anderen dekorativen Elementen akzentuiert; oft um zusätzliche Flügel oder Anbauten erweitert | | - Charles Bulfinch - William Jay - Benjamin Latrobe - Gabriel Manigault - John McComb - Samuel McIntire - Alexander Parris |
| Holländischer Kolonialstil                        | 1625–ca. 1840                    | | | Nieuw Nederland | Eingeschossige Häuser mit Seitengiebel; Sattel- oder Mansarddächer mit wenig oder gar keinem Überstand am Giebel; städtisch: Ziegelmauern, steile Dächer mit Brüstung und Schornsteinen an beiden Giebelenden; ländlich: meist Steinmauern, entweder kein Dachüberstand oder abgeflachter unterer Dachbereich; die Haustüren waren ursprünglich meist Klöntüren | | - Wyckoff House (Brooklyn, New York, um 1652) |
| Französischer Kolonialstil                        | 1700–1860                        | | | Neufrankreich | Eingeschossige Häuser; steile Walm- oder Satteldächer (letztere meist mit Seitengiebel); verputzte Fachwerkmauern; hohe, schmale Fenster und Türen; Landhäuser oft auf erhöhtem Fundament und mit integrierter Veranda | | |

### Romantik (1825–1885)
Romantik bedeutet in der Architektur den Bezug auf vergangene Epochen, die als ideal betrachtet wurden. Ausgangspunkt der Bewegung waren Ausgrabungen und Wiederentdeckungen antiker Bauwerke und Ruinen der Griechen und Römer. Unter dem Eindruck der rapiden Industriellen Revolution waren die Romantiker gegenüber Wissenschaft und Rationalismus skeptisch geworden, hielten die Gegenwart für verunreinigt und suchten in der Vergangenheit nach Einfachheit und Reinheit. Beides meinten sie in der Architektur der Antike und der Gotik zu finden.
In den Vereinigten Staaten setzte sich innerhalb der romantischen Bewegung zunächst mehrere Jahrzehnte lang der Greek-Revival-Stil durch. Diese unbestrittene Vorherrschaft endete, als Andrew Jackson Downing 1842 sein Pattern-Buch Cottage Residences publizierte. Downing schlug darin als Alternativen zum dominierenden Greek Revival mehrere neue Baustile vor, die er seinen Lesern mit vielen Detailzeichnungen nahebrachte. Bauherren hatten damit erstmals in der amerikanischen Wohnbaugeschichte die Wahl zwischen einer ganzen Vielzahl von Baustilen, und es entstanden heterogene Nachbarschaften, in denen neugotische, neugriechische und Italianate-Häuser in bunter Folge standen.
Der neugotische und der Italianate-Stil reicht bis ins Viktorianische hinüber.
In einer Zeit, in der noch keine formalisierte Architektenausbildung existierte, mussten Zimmerleute sich mit Architektur- und Pattern-Büchern wie Downings Werk selbst zu Designern und Architekten ausbilden. Zu den bedeutendsten Architekten der amerikanischen Romantik zählen neben Downing Alexander Parris, Ithiel Town, Minard Lafever, Henry Austin, Samuel Sloan, Richard Upjohn, Thomas U. Walter und A. J. Davis. Der einzige amerikanische Architekt, der in den 1840er Jahren eine formale Ausbildung besaß, war Henry Latrobe.
| Stil | Zeit          | Unterteilung                                                                                                   | Verbreitung                                                                            | Kennzeichen | Bild | Beispiele        |
| --- | ------------- | --- | -------------------------------------------------------------------------------------- | --- | ---- | ---------------- |
| Romantik | 1825–1885     | |                                                                                        | |      |                  |
| Greek Revival Im Anschluss an den Britisch-Amerikanischen Krieg kehrten viele Architekten der englischen Bautradition den Rücken; da in der jungen Republik Geistesverwandtschaft zur Attischen Demokratie empfunden wurde, wandte man sich dem griechischen Vorbild zu. | 1825–1860     | | landesweit                                                                             | Sattel- oder Walmdächer mit geringer Schräge; aufwendig präsentierte Haustür (Kassettentür) mit schmalen Kämpferfenstern und Seitenfenstern; Portikus oder breite Veranda, auf quadratische oder runde Säulen gestützt, manchmal mehrgeschossig; akzentuiertes Dachgesims mit breiten, mehrteiligen Stabbändern            |      | -                |
| Gothic Revival | 1840–1880     | | landesweit Neugotische Häuser waren kompliziert zu bauen und sind darum relativ selten | Dächer mit großer Schräge, häufig Kreuzgiebel; Giebel meist mit dekorativen Ortgängen geschmückt; keine Unterbrechung zwischen Giebelwand und der übrigen Wand; Spitzbogenfenster, die in die Giebelwand hinein ragen; Portikus (nur vor der Haustür oder über die gesamte Breite), oft mit abgeflachten Spitzbögen        |      | -                |
| Italianate | 1840–1885     | | landesweit                                                                             | 2- oder 3-geschossige Häuser; Dächer mit geringer Schräge, oft Walmdächer, oft mit einer quadratischen Laterne oder (bei asymmetrischer Fassade:) einem Türmchen gekrönt; großer Dachüberstand, von dekorativen Konsolen (brackets) gestützt; schmale, hohe Fenster, oft Bogenfenster, oft mit akzentuierten Fensterkronen |      | -                |
| Exotic Revivals Von den hier dargestellten Stilen gibt es nur wenige Beispiele. | 1835–ca. 1915 | Ägyptisch Inspiriert durch Napoleons Ägyptenfeldzug (1798–1801)                                                | landesweit, aber selten                                                                | Massive Säulen, die Bündeln aus Stöcken nachempfunden sind, oben und unten zusammengebunden und oben geweitet |      | -                |
| Exotic Revivals Von den hier dargestellten Stilen gibt es nur wenige Beispiele. | 1835–ca. 1915 | Orientalisch (Moorish Revival) Inspiriert durch den seit dem späten 18. Jahrhundert intensivierten Asienhandel | landesweit                                                                             | Zwiebeltürme; Kielbögen, oft mit arkadenförmiger (scalloped) Umrahmung |      | -                |
| Exotic Revivals Von den hier dargestellten Stilen gibt es nur wenige Beispiele. | 1835–ca. 1915 | Schweizerstil (Swiss Chalet Style)                                                                             | landesweit                                                                             | Häuser mit Frontgiebel; Satteldächer mit geringer Schräge; Giebel mit reich verzierten Ortgängen; dekoratives Fachwerk; Giebelseite mit Obergeschoss-Portikus oder Balkon mit geschnitzter, reich verzierter Brüstung |      | -                |
| Octagon | 1850–1870     | | vor allem New York, Massachusetts und Mittlerer Westen                                 | Außenwände als regelmäßiges Achteck angeordnet; meist 2-geschossig mit Walmdächern mit geringer Schräge und weiten Dachüberständen, die oft von Konsolen gestützt werden; oft mit achteckiger Laterne; oft mit (umlaufendem) Portikus                                                                                      |      | - Orson Fowler - |

### Viktorianische Architektur (1852–1870)
Die Regierungszeit der britischen Königin Victoria (1837–1901) fiel in den USA mit einer beschleunigten Industrialisierung, dem Ausbau des Eisenbahnnetzes und Fortschritten in der Bautechnik zusammen. So wurden die bis dahin schweren Holzrahmen durch leichte, nur 2 Zoll dicke Platten ersetzt, die durch Drahtstifte zusammengehalten wurden (Balloon Framing). Die Wohnhäuser wurde dadurch von der traditionellen Kastenform befreit; nicht-rechte Winkel, Wandanbauten, Überhänge und unregelmäßige Grundrisse konnten deutlich leichter realisiert werden. Vorgefertigte Bauteile wie Türen, Fenster, Dachelemente, Außenwandverkleidungen (Siding) und Dekorationselemente wurden in großen Fabriken produziert, per Eisenbahn transportiert und preiswert überall verfügbar.
Gleichzeitig entstand ein neuer Typus von Pattern-Büchern mit großen, leicht lesbaren Detaildarstellungen, denen Handwerker einfach folgen konnten. Die Zahl der neuen Buchtitel stieg von 88 (1850er Jahre) auf 192 (1880er Jahre). Baupläne und Grundrisse konnten erstmals auch nach Katalog bestellt werden. Zu den erfolgreichsten Verlagen zählten Bicknett & Comstock, Palliser, Palliser & Company, R. W. Shoppell’s Co-operative Building Plan Association und George F. Barber.
Das Massachusetts Institute of Technology (MIT) eröffnete 1865 als erste Hochschule im Lande einen Architekturstudiengang. Bis zum Ende des Jahrhunderts folgten zahlreiche weitere, darunter Columbia, Cornell, Syracuse, Illinois, Harvard und Notre Dame. Parallel entstanden Fachzeitschriften wie die American Architect and Building News (AABN, 1876).
| Stil                                                         | Zeit          | Verbreitung                                        | Kennzeichen | Bild | Beispiele |
| ------------------------------------------------------------ | ------------- | -------------------------------------------------- | --- | ---- | --------- |
| Viktorianische Architektur                                   | 1852–1870     |                                                    | Experimentelles neues Bauen, lose an mittelalterlichen und anderen Vorbildern orientiert |      |           |
| Second Empire                                                | 1855–1885     | landesweit                                         | Mansardendächer mit Gauben im unteren, steileren Dachteil; gegossenes (molded) Gesims am oberen und unteren Rand des unteren Dachteils; Dachüberstände werden von dekorativen Konsolen gestützt |      | -         |
| Stick Style                                                  | 1860–ca. 1890 | landesweit                                         | lose Orientierung am mittelalterlichen Fachwerkhaus: Giebeldächer (oft Kreuzgiebel) mit großer Schräge, oft mit dekorativen Dachbindern (trusses) in den Giebeln; überstehende Dachtraufen, oft mit exponierten Sparren; Portikus wird von diagonalen oder gewölbten Streben gestützt; Außenwände mit Holz verkleidet, mit leicht hervorstehenden horizontalen und vertikalen Akzentbändern |      | -         |
| Richardsonian Romanesque von Henry Hobson Richardson geprägt | 1880–1900     | landesweit                                         | lose Orientierung an der Romanik: gemauerte Wände, oft aus grob gehauenen Steinen (Werkstein); meist von einem Rundturm mit Kegeldach gekrönt; Rundbögen über Fenstern, Verandaträgern oder Haustür; asymmetrische Fassaden |      | -         |
| Queen Anne Style Einfluss von Richard Norman Shaw            | 1880–1910     | landesweit, am häufigsten aber im Süden und Westen | lose Orientierung an elisabethanischen und edwardianischen Vorbildern; Dächer mit unregelmäßiger Form und großer Schräge, meist mit einem Frontgiebel; asymmetrische Fassade; Frontveranda, oft über die volle Hausbreite, oft auch über einen Teil der Seitenwand; Außenwände mit strukturierten Schindeln oder anderen strukturierten Materialien (Ziegeln) verkleidet                    |      | -         |
| Shingle                                                      | 1880–ca. 1910 | landesweit                                         | unregelmäßige Dächer mit großer Schräge, oft mit Kreuzgiebeln, Traufen auf unterschiedlichen Höhen; Dächer ursprünglich mit Holzschindeln gedeckt; asymmetrische Fassaden; große Veranden; Außenwände mit Holzschindeln verkleidet, auch über Ecken hinweg; kaum dekoratives Detail |      | -         |

### Historismus (1880–1940)
Die eklektische Bewegung griff auf eine Vielzahl westlicher Bautraditionen zurück.
Die Bewegung vollzog sich in zwei Phasen. 1893 erreichte das öffentliche Interesse an historischen Baustilen einen erneuten Höhepunkt mit der World’s Columbian Exposition in Chicago. Während der letzten Jahrzehnte des 19. Jahrhunderts hatten in Europa ausgebildete Architekten für wohlhabende Amerikaner eine Vielzahl berühmt gewordener Häuser entworfen, hauptsächlich im italienischen Renaissance-, im Châteauesque-, Beaux-Arts-, Tudor- und Colonial-Revival-Stil.
Diese Phase wurde in den ersten zwei Dekaden des 20. Jahrhunderts von der beginnenden Moderne (Craftsman, Prairiestil) unterbrochen. Zwischen 1900 und 1920 entstanden viele eklektische Häuser, die neben historisierenden Elementen auch moderne integrierten, besonders breite Dachüberstände, exponierte Dachsparren, Frontveranden und in Gruppen angeordnete Fenster.
Die zweite Phase begann nach dem Ende des Ersten Weltkrieges, als viele Soldaten aus Europa zurückkehrten, wo sie historische Wohnbaustile an Ort und Stelle erlebt hatten. Diese Period Houses strebten vergleichsweise strenge Kopien ihrer europäischen Vorbilder an. Begünstigt wurde diese Entwicklung auch durch die technische Entwicklung, etwa auf dem Gebiet Fotografie, mit der Folge, dass Architekten und ihre Kunden auf der Suche nach Bauanregungen nun auch auf eine Vielzahl illustrierter Bücher zugreifen konnten. Eine weitere wichtige Neuerung waren neue Techniken zur Verkleidung von Fassaden mit dünnen Schichten von Stein oder Ziegeln, die es ermöglichten, europäische Baustile auch bei der landesüblichen Holzbauweise ohne großen Aufwand zu imitieren.
| Stil                                        | Zeit      | Unterteilung | Verbreitung | Kennzeichen | Bild | Beispiele                                                                                        |
| ------------------------------------------- | --------- | --- | ----------- | --- | ---- | ------------------------------------------------------------------------------------------------ |
| Eklektizismus (Historismus)                 | 1880–1940 | |             | Rückgriff auf ältere Bautraditionen |      |                                                                                                  |
| Englische und anglo-amerikanische Vorbilder | 1880–1955 | Colonial Revival | landesweit  | akzentuierte Haustür mit dekorativem Überbau (crown) oder Portikus, der jeweils auf Pilastern bzw. Säulen ruht; Haustür oft mit Kämpfer- und/oder Seitenfenstern; vertikale Schiebefenster (double-hung) mit Fensterkreuzen; Fenster oft nicht in gleichen Abständen, sondern paarig angeordnet; oft symmetrische Fassade                                               |      | -                                                                                                |
| Englische und anglo-amerikanische Vorbilder | 1890–1940 | Tudorstil (Tudor Revival) | landesweit  | Dächer mit großer Schräge; mindestens 1 prominenter Giebel an der Fassade, die Hauptgiebel liegen aber meist seitlich; massive Schornsteine, oft mit dekorativen tönernen Schornsteinköpfen (chimney pots) gekrönt; Außenwände oft mit dekorativem Fachwerk verkleidet; Haustür bogen- oder Tudorbogen-förmig                                                           |      | -                                                                                                |
| Englische und anglo-amerikanische Vorbilder | 1895–1955 | Neoklassizismus (Neoclassical) | landesweit  | Fassade wird von einem Portikus bzw. einer Porch in voller Haushöhe dominiert, die von klassischen Säulen (meist mit ionischen oder korinthischen Kapitellen) getragen wird; Fassade symmetrisch mit zentraler Tür und gleichmäßig angeordneten Fenstern |      | -                                                                                                |
| Französische Vorbilder                      | 1880–1910 | Châteauesque | landesweit  | Walmdächer mit großer Schräge; unruhige, komplexe Dachlinie mit vielen vertikalen Elementen (Spitzen, Zinnen, Türmchen, Giebeln, gestalteten Schornsteinen); viele Dachgauben, die oft über die Gesimslinie hinausragen; gemauerte Wände, meist aus Stein |      | -                                                                                                |
| Französische Vorbilder                      | 1885–1930 | Beaux Arts | landesweit  | Symmetrische Fassaden mit üppigem Gebrauch dekorativer Girlanden, Blumenornamente oder (Wappen-)Schilde sowie oft auch mit vielen Ecksteinen, Säulen und/oder Pilastern (ionische oder korinthische Kapitelle); gemauerte Wände, meist aus hellem Stein, im Erdgeschoss oft aus Bossenwerk                                                                              |      | -                                                                                                |
| Französische Vorbilder                      | 1915–1945 | French Eclectic | landesweit  | Hohe Walmdächer mit großer Schräge; Dach zur Traufe hin oft etwas abgeflacht; segmentierte Bögen über Haustüren und Fenstern; Mauern mit Ziegeln, Stein oder Putz, seltener mit dekorativem Fachwerk verkleidet |      | - Arthur Ingersoll Meigs, George Howe, Frank Joseph Forster -                                    |
| Mediterrane und hispanische Vorbilder       | 1890–1920 | Spanischer Missionsstil (Mission, Mission Revival) | Südwesten   | Dächer meist mit roten Ziegeln gedeckt; weiter Dachüberstand mit exponierten Sparren; auffälligstes Merkmal sind charakteristisch geformte Brüstungen, auch auf den Dachgauben; Außenwände meist glatt verputzt |      | -                                                                                                |
| Mediterrane und hispanische Vorbilder       | 1890–1935 | Neorenaissance (Italian Renaissance, Renaissance Revival) | landesweit  | Walmdächer mit geringer Schräge (seltener Flachdächer), meist mit Ziegeln gedeckt; weite Dachüberstände, von dekorativen Konsolen gestützt; Eingangsbereich von kleinen klassischen Säulen oder Pilastern gestützt; Bögen über Haustür, Erdgeschossfenstern und Porch; Obergeschossfenster kleiner und weniger aufwendig als im Erdgeschoss; meist symmetrische Fassade |      | -                                                                                                |
| Mediterrane und hispanische Vorbilder       | seit 1910 | Pueblo Revival | Südwesten   | Flachdächer mit Brüstung; Wände und Dachbrüstungen mit unregelmäßigen, gerundeten Kanten; Deckenbalken, die aus der Außenwand herausragen (span. vigas); Außenwände verputzt, meist in Erdtönen |      | -                                                                                                |
| Mediterrane und hispanische Vorbilder       | 1915–1945 | Spanish Revival (Spanish Colonial Revival) Synthese aus der spanischen Adobebauweise und der aus Neuengland übernommenen englischen Bauweise                                            | Südwesten   | Dächer mit geringer Schräge, mit roten Ziegeln gedeckt; kein oder nur wenig Dachüberstand; Bögen über Haustüren, Fenstern und/oder unter Porchdächern; Außenwände verputzt, keine Unterbrechung der Wandoberfläche zum Giebel; asymmetrische Fassaden |      | -                                                                                                |
| Mediterrane und hispanische Vorbilder       | 1925–1955 | Monterey (Monterey Colonial) eine freie Interpretation des nordkalifornischen Spanish-Colonial-Hauses, beeinflusst von Bauweisen des amerikanischen Südostens, Floridas und der Karibik | Kalifornien | Zweigeschossig; Dach mit geringer Schräge; Fassade mit markantem breiten Obergeschossbalkon, der durch Kragträger gehalten und vom Hauptdach bedeckt wird |      | - Vorbild: Larkin House (Monterey, Kalifornien, 1835) - bedeutendster Vertreter: Roland E. Coate |

### Moderne (seit 1893)
| Stil | Zeit                | Unterteilung                      | Verbreitung                                                                                        | Kennzeichen | Bild | Beispiele |
| --- | ------------------- | --------------------------------- | -------------------------------------------------------------------------------------------------- | --- | --- | --- |
| Frühe Moderne | 1893–1940           |                                   | | Abkehr von historisierenden Baustilen, Funktionalität | | |
| Prairie | 1893–1939           |                                   | hauptsächlich Mittlerer Westen                                                                     | Niedrige Walmdächer mit weitem Überstand; zweigeschossig mit integrierten eingeschossigen Flügeln und Veranden (porches); starke Betonung der Horizontale; reicher Gebrauch von neuen architektonischen Ornamenten | | - Frank Lloyd Wright - Robie House (Chicago, 1909) - |
| Craftsman (Arts and Crafts) | 1905–1925           |                                   | hauptsächlich Kalifornien                                                                          | Niedrige Satteldächer mit weitem Überstand; exponierte Dachbalken; Veranda an der Vorderseite, wo das Dach auf zwei sich nach oben verjüngende Säulen mit quadratischem Grundriss stützt | | - |
| Modernistic | 1920–1940           |                                   | selten Beispiele finden sich am ehesten im Umfeld einschlägiger Kulturstädte wie z. B. Los Angeles | Dach meist flach; glatte, verputzte Wände | Dach meist flach; glatte, verputzte Wände                                                                                                   | Dach meist flach; glatte, verputzte Wände |
| Modernistic | 1920–1940           | Stromlinien-Moderne (Art moderne) | selten Beispiele finden sich am ehesten im Umfeld einschlägiger Kulturstädte wie z. B. Los Angeles | stromlinienförmige Wände, Betonung der Horizontale | | - |
| Modernistic | 1920–1940           | Art déco                          | selten Beispiele finden sich am ehesten im Umfeld einschlägiger Kulturstädte wie z. B. Los Angeles | Zickzack-Ornamente, Betonung der Vertikale | | - |
| Bankers Modern Während die meisten Banken es nach 1945 ablehnten, den Bau von Einfamilienhäusern in avantgardistischen Stilrichtungen durch Privatkredite zu fördern, haben sie moderat moderne Stile wie die hier aufgeführten begünstigt. | 1893–1939           |                                   | | Mäßige Moderne; Hauptkriterium ist die Wiederverkäuflichkeit des Hauses | | |
| Minimal Traditional | 1935–1950           |                                   | landesweit                                                                                         | Kleine, meist eingeschossige Häuser; Satteldach mit wenig Überstand; schmucklos | | - |
| Ranch | 1935–1975           |                                   | landesweit                                                                                         | Eingeschossige Häuser mit länglichem Rundriss; Dach mit geringer Schräge und weitem Überstand; asymmetrische Fassade, die meist ein prominentes großes Fenster (Picture Window) aufweist; Eingangsbereich geschützt unter dem Hauptdach; Garage bildet keinen eigenen Flügel, sondern schließt mit der Fassade ab           | | - |
| Split Level | 1935–1975           |                                   | landesweit                                                                                         | Drei oder mehr Geschosse, die durch halbhohe Treppen (6–8 Stufen) verbunden sind; Garage ist in das Haus integriert | Drei oder mehr Geschosse, die durch halbhohe Treppen (6–8 Stufen) verbunden sind; Garage ist in das Haus integriert                         | Drei oder mehr Geschosse, die durch halbhohe Treppen (6–8 Stufen) verbunden sind; Garage ist in das Haus integriert |
| Split Level | 1935–1975           | Tri-Level-Split                   | landesweit                                                                                         | Eine Haushälfte eingeschossig, die andere zweigeschossig | | - |
| Split Level | 1935–1975           | Bi-Level-Split                    | landesweit                                                                                         | Eingangsbereich eingeschossig, der Rest des Hauses zweigeschossig mit teilweise unterirdischem Untergeschoss | | - |
| Mainstream-Moderne | seit 1925           |                                   | Beispiele finden sich am ehesten im Umfeld einschlägiger Kulturstädte wie z. B. Los Angeles        | | | |
| International | seit 1925           |                                   | selten                                                                                             | Flachdächer; an der Fassadenseite große Fensterflächen, oft als Fensterreihen; Fenster sind nicht zurückgesetzt, sondern schließen mit der Hauswand ab; Wände meist verputzt; Verzicht auf jegliches Dekor; asymmetrischer Grundriss                                                                                        | | - Lovell House (Los Angeles, Kalifornien, 1929) - |
| International | 1940er–1960er Jahre | Mid-century modern                | selten am ehesten in Kulturmetropolen wie Los Angeles oder Palm Springs                            | | | - Case Study Houses - |
| Organisch (Organic Modernism) nicht zu verwechseln mit ökologischem Bauen |                     |                                   | selten                                                                                             | Integration in die natürliche Landschaft mit virtuell fließenden Übergängen von Innen und Außen; Verwendung von regionalen Naturmaterialien | Integration in die natürliche Landschaft mit virtuell fließenden Übergängen von Innen und Außen; Verwendung von regionalen Naturmaterialien | Integration in die natürliche Landschaft mit virtuell fließenden Übergängen von Innen und Außen; Verwendung von regionalen Naturmaterialien |
| Organisch (Organic Modernism) nicht zu verwechseln mit ökologischem Bauen | 1939–1959           | Usonian                           | selten                                                                                             | Meist eingeschossig; komplexe asymmetrische Grundrisse, flache Dächer, Bandfenster; oft Verwendung von weiten Überhängen, die auf Kragträgern ruhen; offene Innenlayouts mit fließenden Übergängen zwischen Wohn-, Ess- und Küchenbereich; Carport statt Garage; passive Heizung und Kühlung; oft reiche moderne Ornamentik | | - Frank Lloyd Wright - |
| Organisch (Organic Modernism) nicht zu verwechseln mit ökologischem Bauen | seit 1950           | Mainstream-Organisch              | selten                                                                                             | | | - |
| Contemporary (als Hybridform aus Mid-century modern und Usonian entstanden) | 1945–1965           |                                   | landesweit                                                                                         | Niedrige Satteldächer mit weitem Überstand; exponierte Dachbalken; Fenster vorzugsweise an der Giebelseite; Verwendung von Naturmaterialien (Holz, Stein, Ziegel); asymmetrischer Grundriss | | - |
| A-Frame | 1950–1980           |                                   | selten, meist Wochenendhäuser                                                                      | Nur-Dach-Häuser (Satteldach); gelegentlich Unter- oder Anbauten, Dachvariationen | | - |
| Neuer Formalismus | 1950–1980           |                                   | bei Wohnhäusern sehr selten                                                                        | Symmetrische Fassade, oft mit Kolonnade oder ornamental durchbrochenen Mauern | | - Graf House (Dallas, 1957) - Beck House (Dallas, 1964) - |
| Brutalismus | 1950–1980           |                                   | bei Wohnhäusern sehr selten                                                                        | Zurschaustellung des Baumaterials und der Strukturelemente (meist Beton); klotzige und eckige Designs; wenige sichtbare Glasflächen | | - Errol J. Kirsch House (Oak Park, Illinois, 1982) - |
| Postmoderne | seit 1964           |                                   | selten                                                                                             | Integration traditioneller Formen in moderne Formen | | - Vanna Venturi House (Philadelphia, Pennsylvania, 1964) - |
| Shed | 1965–1990           |                                   | selten                                                                                             | Pultdächer, die in unterschiedliche Richtungen weisen; wenig oder gar kein Dachüberstand; Holzfassaden, gelegentlich mit Ziegelverkleidung; asymmetrischer Grundriss | | |
| Dekonstruktivismus | seit 1980           |                                   | sehr selten                                                                                        | Fragmentierte Gesamterscheinung, Bauwerke, die unfertig und deren Teile zusammenhanglos erscheinen | | - House VI (Cornwall, Connecticut, 1975) - Gehry Residence (Santa Monica, Kalifornien, seit 1977) - |
| Segmental Vaults | seit 2000           |                                   | selten                                                                                             | Visuell dominierendes Element ist ein schief aufgesetztes Bogendach, das einen deutlichen Kontrast zur rechtwinkligen Formgestaltung des Hauses und auch zu den übrigen Teilen des Daches (meist einem Flachdach) bildet | | |
| Découpage | seit 2000           |                                   | selten                                                                                             | Strikt rechtwinklige Formgestaltung mit Fassadenflächen, die unterschiedlich verkleidet sind und unterschiedlich weit vor- bzw. zurücktreten; die anspruchsvollsten Beispiele bilden geradezu komplexe rechtwinklige Skulpturen                                                                                             | | Architekturbüros, die sich in den USA um diesen Stil verdient gemacht hat, sind u. a. der Walker Workshop und Michael Lee, beide im Großraum Los Angeles. Manhattan Beach, Kalifornien bietet eine besonders hohe Konzentration von Beispielen. |
| Unifying Material | seit 2000           |                                   | selten                                                                                             | Einheitliche Verkleidung in einem visuell auffälligen Material (beispielsweise Spezialglas, Betonplatten, Holz, Wellblech, Metall oder Polycarbonate, aber niemals Putz oder konventionelles Holz- oder PVC-Siding) | | |
| Slightly Askew | seit 2000           |                                   | selten                                                                                             | Einzelne Elemente sind leicht gekippt und weichen als Blickfang in auffälliger Weise von der übrigen rechtwinkligen Formgestaltung ab | | |

### Neuer Traditionalismus (seit 1935)
| Stil                              | Zeit          | Unterteilung        | Verbreitung | Kennzeichen | Bild | Beispiele |
| --------------------------------- | ------------- | ------------------- | ----------- | --- | ---- | --------- |
| Styled Houses                     | seit 1935     |                     |             | Rückgriff auf beliebte ältere Baustile |      |           |
| American Vernacular („Farmhouse“) | seit ca. 1930 |                     | landesweit  | Einfach geformte, unkomplizierte Dächer; wichtigster äußerer Blickfang ist meist eine überdachte Veranda (Porch), die für den Aufenthalt genutzt werden kann; Verwendung von Standardmaterialien; Verzicht auf stilistische Details; um mehr Größe zu erreichen, werden oft weitere Hausteile angebaut.                                                                                    |      |           |
| Styled Ranch                      | 1935–1985     |                     | eher selten | Wie gewöhnliches Ranch House, aber mit den typischen Stilelementen anderer Bauweisen versehen (v. a. Spanisch, Colonial Revival, Neoklassizistisch, Französisch und Tudor). |      |           |
| New Traditional                   | seit 1935     | Shingle             | landesweit  | |      |           |
| New Traditional                   | seit 1935     | Colonial Revival    | landesweit  | Wie traditionelles Colonial Revival, aber mit (meist seitlich) angebauter Garage und meist auch mit einer an der Rückseite angebauten Porch; Obergeschoss ist vorn und hinten ausgekragt; das Obergeschoss hat oft schon etwas Dachschräge. |      |           |
| New Traditional                   | seit 1935     | Classical           | landesweit  | |      |           |
| New Traditional                   | seit 1935     | Italian Renaissance | landesweit  | |      |           |
| New Traditional                   | seit 1935     | Tudor               | landesweit  | |      |           |
| New Traditional                   | seit 1935     | French              | landesweit  | |      |           |
| New Traditional                   | seit 1935     | Victorian           | landesweit  | |      |           |
| New Traditional                   | seit 1935     | Craftsman           | landesweit  | |      |           |
| New Traditional                   | seit 1935     | Prairie             | landesweit  | |      |           |
| New Traditional                   | seit 1935     | Mediterranean       | landesweit  | |      |           |
| Mansard                           | ca. 1940–1985 |                     | selten      | Walmdach, meist mit Gauben im unteren Teil des Daches; zweigeschossig mit einem Obergeschoss, das vom Dach bedeckt ist; segmentierte Bögen über Haustür, Fenstern und/oder Dachgauben; Außenwand meist mit Ziegeln verkleidet. |      |           |
| Millennium Mansion („McMansion“)  | seit 1985     |                     | landesweit  | Komplexe Dächer mit großer Schräge und tiefer liegenden Quergiebeln oder -walmen; Dachgauben; 1½- bis 2-geschossiger Eingangsbereich mit Fensterelementen (häufig: Bogenfenstern), die diese Höhe auch nach außen ankündigen; hoch erscheinende Fassade mit Verkleidung aus mehreren verschiedenen Materialien; verschiedenartige und verschieden große Fenster; asymmetrischer Grundriss. |      | -         |

### Fertighäuser (seit etwa 1930)
| Stil                   | Zeit                                            | Unterteilung                  | Sonderformen | Verbreitung | Kennzeichen | Bild | Beispiele |
| ---------------------- | ----------------------------------------------- | ----------------------------- | ------------ | ----------- | ----------- | ---- | --------- |
| Fertighäuser           | seit etwa 1930                                  |                               |              |             |             |      |           |
|                        | seit etwa 1930                                  | Mobilheime                    |              | landesweit  |             |      |           |
| seit den 1970er Jahren | Fertighäuser (Manifactured Homes, Prefab Homes) | einfache Breite (Single Wide) |              | landesweit  |             |      |           |
| seit den 1970er Jahren | Fertighäuser (Manifactured Homes, Prefab Homes) | doppelte Breite (Double Wide) |              | landesweit  |             |      |           |